# Aphelodoris luctuosa
Aphelodoris luctuosa is een slakkensoort uit de familie van de Dorididae. De wetenschappelijke naam van de soort werd voor het eerst geldig gepubliceerd in 1882 door Cheeseman.